# Priroda (Zeitschrift)

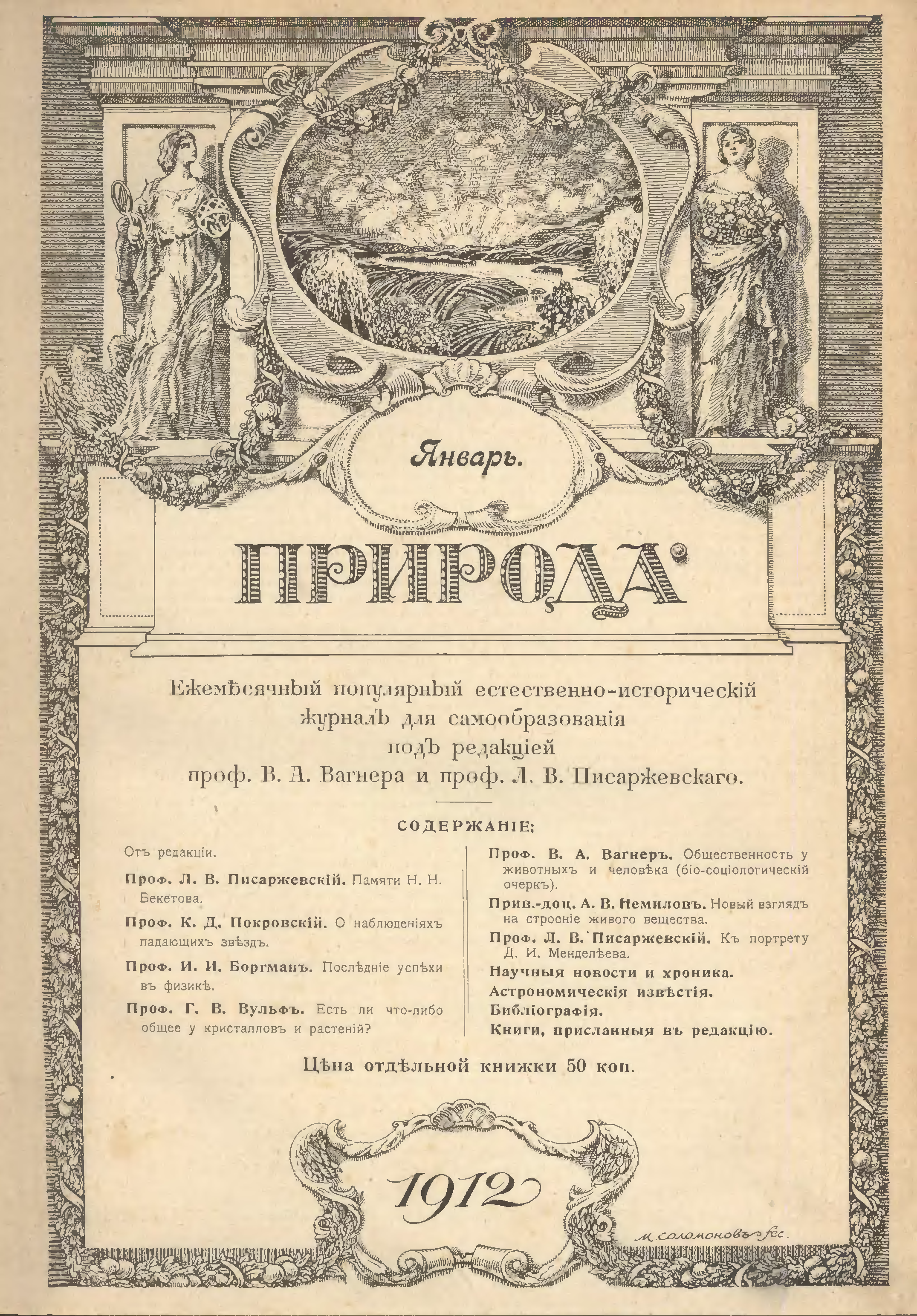
Titelseite der ersten Ausgabe der Zeitschrift

Priroda (russisch Природа, wiss. Transliteration Priroda; „Die Natur“) ist eine monatlich erscheinende populärwissenschaftliche Zeitschrift der Russischen Akademie der Wissenschaften, deren Publikationen naturwissenschaftlichen Themen gewidmet sind. Sie erscheint seit Januar 1912. Der Inhalt der älteren Jahrgänge ist online abrufbar. Alexander Solschenizyns Werk Der Archipel GULAG beginnt mit einem Hinweis auf eine Notiz aus der Zeitschrift.